# アナニノ文化
アナニノ文化（アナニノぶんか；ロシア語:Ананьинская культураアナーニイスカヤ・クリトゥーラ）とは紀元前8世紀から紀元前3世紀にかけて現ロシア連邦・ボルガ川中流域およびカマ川流域に存在した考古学的文化である。アナニノ（Ананьиноアナーニイナ）は最初に墓地遺跡が発掘された現タタールスタン共和国の村名である。
ボルガ川流域とカマ川下流域ではアナニノ文化は紀元前6世紀に消えたが、その他では紀元前3-2世紀頃まで続いた。 遺構としては集落、砦、墓地があり、集落には木造家屋の跡が見つかっている。生業は牧畜、農耕、および狩猟、漁労であった。鏃などの骨器・石器、土器、青銅器・鉄器が知られる。
墓地にはユーラシアに広く見られるクルガン（墳丘）はなく、1000基を越える大規模な集団墓地も見られる。特徴的な遺構として、初期には墓の脇に、後には墓の上に石柱が立てられ、武器などの絵が刻まれた。多くは一体ずつ、竪穴に埋葬された後その上に木郭が作られた。副葬品としては土器、武器・工具（男性）、身装品（女性）などのほか、家畜の肉（男性は馬肉、女性は牛肉）が埋められた例がある。
アナニノ文化はカフカス方面の影響が特に強く、その他スキタイやユーラシア東方の遊牧文化から影響を受けている。この地域はフィン・ウゴル語派の故地ともいわれる地域であり（現在もウドムルト語、マリ語、コミ語などが用いられる）、この言語集団とつながりがあると考えられる。 